# Имре Нађ
Имре Нађ (мађ. Imre Nagy; Капошвар, 7. јун 1896 — Будимпешта, 16. јун 1958) је био мађарски политичар, који је био премијер Мађарске у два наврата.

## Биографија
Нађ је рођен у Капошвару, у сељачкој породици, и учио је за бравара, пре него што је постао припадник Аустроугарске армије током Првог светског рата и служио на Источном фронту. Заробљен је 1915. Тада је постао члан руске комунистичке партије, и ступио у Црвену армију. 1918, је постао део одреда који је чувао заробљеног руског цара, Николаја II и његову породицу у Јекатеринбургу. Према документима Чеке, Нађ је суделовао у егзекуцији руске царске породице, 17. јула 1918, али неки историчари верују да је ово прича коју су исфабриковали совјетски обавештајци након његовог раскида са Москвом, 1956.
Нађ се вратио у Мађарску након Првог светског рата, и служио у краткотрајној бољшевичкој влади Беле Куна. 1929. је отишао у Совјетски Савез, где се бавио пољопривредним истраживањима такође радио у мађарском одељку Коминтерне.
Током Нађевог боравка у СССР, совјетска влада је ухапсила, затворила или убила многе не-руске комунисте. На пример, Бела Кун, који је предводио Мађарску Совјетску Републику, је нестао средином 1930-их. Овај инцидент је раширио панику међу мађарским комунистичким емигрантима, што је документовано у Јулиус Хајевом делу Рођени 1900.. 
Након рата, Нађ се вратио у Мађарску, и служио у комунистичкој влади, као министар пољопривреде, и на другим дужностима.
Након две године на месту премијера, (1953—1955), током којих је промовисао свој „нови курс“ у социјализму, Нађ је пао у немилост совјетског Политбироа. Разрешен је позиција у мађарском Централном комитету, Политбироу, и свих осталих партијских функција, и 18. априла 1955. је отпуштен са места премијера.
Нађ је поново постао премијер, овај пут на захтев народа, током антисовјетске револуције 1956.
Дана 31. октобра, Имре Нађ је најавио повлачење Мађарске из Варшавског уговора, и 1. новембра, је преко УН апеловао на велике силе, као што су САД и Велика Британија, да признају статус Мађарске као неутралне државе.
Када су Совјети извршили инвазију на Мађарску, и сломили револуцију, Нађ је са неколицином других, добио азил у амбасади Југославије у Будимпешти. Упркос писменим гаранцијама о безбедном пролазу, које је издао Јанош Кадар, аутобус у коме су се налазили азиланти је 22. новембра скренут са путање, и Нађа су ухапсиле совјетске снаге. Нађ је одведен у Румунију, а касније је враћен у Мађарску, где је тајно оптужен за организовање свргавања мађарске народне демократске државе, и за издају. Суђено му је тајно, проглашен је кривим, осуђен на смрт, и пресуда је извршена јуна 1958. Суђење и егзекуција су обзнањени тек када је казна извршена.
Сахрањен је у удаљеном кутку општинског гробља изван Будимпеште.
Током времена када је комунистичко вођство Мађарске није дозвољавало обележавање или приступ његовом гробу, у његову част је подигнут споменик на гробљу у Паризу. 1989, Имре Нађ је рехабилитован, и његови остаци су поново сахрањени у сахрани коју су делом организовали противници комунистичког режима. Процењује се да је на овој поновној сахрани присуствовало 100.000 људи.
Сабрана дела Имре Нађа, од којих је већина написана након што је разрешен дужности премијера априла 1955, су прокријумчарена из Мађарске, и објављена на западу под насловом „Имре Нађ о комунизму“.